# Second Fiddle
Pour plus de détails, voir Fiche technique et Distribution.
Second Fiddle est un film américain réalisé par Frank Tuttle, sorti en 1923.

## Fiche technique
- Titre : Second Fiddle
- Réalisation : Frank Tuttle
- Scénario : Frank Tuttle et James Ashmore Creelman
- Photographie : Fred Waller (en)
- Pays de production : États-Unis
- Format : Noir et blanc - 1,33:1 - Film muet
- Genre : drame
- Date de sortie : 1923

## Distribution
- Glenn Hunter : Jim Bradley
- Mary Astor : Polly Crawford
- Townsend Martin : Herbert Bradley
- William Nally : Cragg
- Leslie Stowe (en) : George Bradley
- Mary Foy : Mme Bradley
- Helenka Adamowska : la fille de Cragg
- Otto Lang (en) : Dr Crawford
- Osgood Perkins